# Botryosphaeria populi
Botryosphaeria populi är en svampart som beskrevs av A.J.L. Phillips 2000. Botryosphaeria populi ingår i släktet Botryosphaeria och familjen Botryosphaeriaceae.   Inga underarter finns listade i Catalogue of Life.